# Andre Pärn
Andre Pärn, né le 21 septembre 1977, à Rapla, en République socialiste soviétique d'Estonie, est un joueur estonien de basket-ball. Il évolue durant sa carrière au poste d'ailier.